# Koraće
Koraće (szerbül: Кораће), falu Bosznia-Hercegovinában, Brod községben, a Szerb Köztársaság északi régiójában. 

## Fekvése
A település Bosznia-Hercegovina északi részén, Dobojtól légvonalban 39, közúton 51 km-re északra, községközpontjától légvonalban 11, közúton 13 km-re délnyugatra, a Száva jobb partján és a folyó jobb oldali mellékvizének, az Ukrina folyónak a torkolatánál, 87-115 méteres magasságban fekszik.

## Népessége
| Nemzetiségi csoport | Népesség 1991 | Népesség 2013 |
| ------------------- | ------------- | ------------- |
| Szerb               | 30            | 10            |
| Bosnyák             | 2             | 6             |
| Horvát              | 1975          | 1205          |
| Jugoszláv           | 3             | 0             |
| Egyéb               | 12            | 14            |
| Összesen            | 2022          | 1235          |

## Története
A Száva partja közelében található Kremenjaća-domb régészeti leletei arról tanúskodnak, hogy itt már az újkőkorszakban emberi település állt.
A 17. században Koraće területe a dubočaci plébániához tartozott, amely a század végére az osztrák-török háborúk miatt megszűnt a katolikus lakosságnak Száván túli vidékekre való kivándorlása miatt. A 18. században a katolikusok száma ebben a régióban növekedett, akik ekkor a velikai (Plehan) plébánia lelkipásztori felügyelete alá kerültek. 1776-ban említenek itt egy házat, ahol a Velika lelkésze lelkipásztori látogatásai során megszállt. Koraće, mint káplánság, 1784-ben vált le a velikai plébániáról, majd 1804-ben önálló plébániává nyilvánították. A plébánia hosszú ideig nagy területet ölelt fel, amelyből Bosanski Brod (Novi Selóval, Sijekovaccal, Kolibával) és a Bijelo Brdo plébániák kiválással jöttek létre.
A település 1878-ig tartozott az Oszmán Birodalomhoz. Ekkor a berlini kongresszus határozata alapján az Osztrák-Magyar Monarchia része lett. 1879-ben az első osztrák-magyar népszámlálás során a Brodi járáshoz tartozó településnek 106 háztartása, 186 ortodox és 524 római katolikus lakosa volt. 1910-ben a Derventai járáshoz tartozó településen 145 háztartást, 888 római katolikus, 17 ortodox lakost találtak. A monarchia szétesésével 1918-ban előbb a Szerb-Horvát-Szlovén Királyság, majd 1929-től a Jugoszláv Királyság része lett. 1921-ben a Derventai járáshoz tartozó településnek már 1091 lakosa volt, közülük 1028 római katolikus, 16 ortodox és 47 evangélikus volt. Az 1929-es törvény értelmében, amikor Bosznia-Hercegovinát négy banovinára, Drinskára, Vrbaskára, Zetskára és Primorskára osztották, a település a Vrbaska banovina (Orbászi Bánság) része lett, amelynek székhelye Banja Luka volt. 1939-ben a közigazgatás átszervezésével a Hrvatska banovina (Horvát Bánság) része lett.
A második világháborúban Jugoszlávia megszállása után a Független Horvát Állam (NDH) része lett. A második világháború után 1992-ig a település a szocialista Jugoszlávia keretében a Bosznia-Hercegovinai Népköztársaság része volt. 1992 második felében szerb szélsőségesek aláaknázták és lerombolták a plébániatemplomot és az összes horvát katolikust kiűzték. A boszniai háborút lezáró daytoni békeszerződés rendelkezése alapján az ország területét felosztották a Bosznia-hercegovinai Föderáció és a boszniai Szerb Köztársaság között. A békeszerződés utáni területmegosztási megállapodás értelmében a település a Boszniai Szerb Köztársasághoz került. 

## Sport
Az NK Sloga Koraće labdarúgóklubot 1956-ban alapították.

## Nevezetességei
- Szűz Mária Mennybevétele (Nagyboldogasszony) tiszteletére szentelt római katolikus plébániatemploma. A huszadik század húszas éveiig a koraći plébániatemplom helyett a hívőknek csak egy szerény fakápolna állhatott rendelkezésükre. A templom építése 1922-ben kezdődött, és sokáig tartott, így a harangtorony csak 1938-ban készült el. 1972-ben a templomot kívül-belül felújították, 1975-ben kicserélték a tetőt, 1987-ben pedig felújították a harangtornyot. A közelmúltbeli háborúban a templomot teljesen lerombolták. A templomban számos kiemelkedő horvát művész alkotásai voltak láthatók, a háborúban ezeket az értékes műveket mind megsemmisítették vagy elvitték. 2000-ben egy kápolnát építettek a plébánia udvarán, amelyet a plébánia liturgikus szertartásaira használnak. A plébániatemplomot mára teljesen újjáépítették. Az 1895-ben épült plébániaház 1962-ig volt használatban, amikor egy új plébániai lakást építettek. Az utolsó háborúban súlyosan megrongálódott. 2000 és 2003 között újították fel.[5]

- Kremenjača – újkőkori település maradványai. A Száva közelében található kisebb magaslaton a földfelszínen megmunkált köveket és egyszerű kidolgozású edénytöredékeket találtak. Mivel a lelőhely nincs feltárva, nagyon valószínű, hogy a föld alatt jelentős mennyiségű újkőkori lelet található.[4]